# Oberti
Oberti je prezime. Nekih od značajnih ljudi s ovim prezimenom:
- Daniel Oberti (1945 - 2009), Američki umjetnik, kipar, učitelj, predavatelj i mentor
- Giuliano Oberti (1901 - ?), Talijanski mornar
- Massimo Oberti (1901 - ?, Talijanski mornar
- Paolo Oberti (umro 1567), Rimokatolički prelat